# 레슬킹덤
레슬킹덤은 매년 1월 4일 도쿄 돔에서 개최하는 신일본 프로레슬링의 페이 퍼 뷰로서 2007년부터 개최되었다. 일본의 레슬매니아라 불린다.

## 결과

### 2007년
- 후치 마사노부 & 엘 사무라이 & 타구치 류스케 팀이 키쿠타로 & 아라야 노부타카& 라이징 아키라 팀을 꺾음
- 자도 & 게도 팀이 롱가이 노자와 & 마자다 팀을 꺾음
- 마카베 토키 & 야노 토루 & 이시이 토모히로 팀이 딜로 브라운 & 뷰캐넌 & 트래비스 톰코 팀을 꺾음
- 타루 & 스와마 & 로즈 & 자이언트 버나드 팀이 쵸슈 리키 & 나카니시 마나부 & 이이즈카 타카시 & 야마모토 나오후미 팀을 꺾음
- 카네모토 코지& 타이거 마스크 4세 & 카즈 하야시 & 타카 미치노쿠 & 이노우에 와타루 팀이 쥬신 썬더 라이거 & 미노루 & 밀라노 컬렉션 AT & 콘도 슈지 & "브라더" 야시 팀을 꺾음
- 카와다 토시아키가 나카무라 신스케를 꺾음
- 스즈키 미노루가 나가타 유지를 꺾고 전일본프로레슬링(AJPW) 트리플 크라운 타이틀 방어에 성공함
- 타나하시 히로시가 타이요 케어를 꺾고 IWGP 헤비급 타이틀 방어에 성공함
- 무토 케이지와 쵸노 마사히로 팀이 텐잔 히로요시 & 코지마 사토시 팀을 꺾음

### 2008년 (2008년부터TNA레슬러들 출전 시작)
- 크리스챤 케이지 & AJ 스타일스 & 피티 윌리엄스 팀이 밀라노 컬렉션 AT & 미노루 & 프린스 데빗 팀을 꺾음
- 이노우에 와타루가 크리스토퍼 다니엘스를 꺾고 IWGP 주니어 헤비급 타이틀 방어에 성공함
- 나카니시 마나부가 어비스와의 일본 몬스터 대 미국 몬스터 대결에서 승리함
- 다나카 마사토& 다카이와 다쓰이토 & 요시에 유타카 & 다케무라 가쓰시 팀이 이즈카 다카시 & 가네모토 고지 & 타이거 마스크 & 다구치 류스케 팀을 꺾음
- 팀 3D가 마카베 도기 & 야노 도루 팀을 꺾음
- 후지나미 다쓰미 & 죠슈 리키 & 쥬신 썬더 라이거 & 초노 마사히로 & 아키라 팀이 자도 & 게도 & 타루 & 곤도 슈지 & "브라더" 야시 팀을 꺾음
- 그레이트 무타가 고토 히로키를 꺾음
- 자이언트 버나드 & 트래비스 톰코가 스타이너 브라더스 (릭 스타이너 & 스캇 스타이너)를 꺾고 IWGP 태그팀 타이틀 방어에 성공함
- 커트 앵글이 나가타 유지를 꺾고 IWGP 3대 타이틀 방어에 성공함
- 나카무라 신스케가 다나하시 히로시를 꺾고 IWGP 헤비급 타이틀 방어에 성공함

### 2009년
- 다크매치 : 밀라노 컬렉션 AT & 미노루 & 타이치 팀이 미츠하이드 히라사와 & 카즈치카 오카다 & 노부오 요시하시 팀을 꺾음
- 미스티코 & 류스케 타구치 & 프린스 데빗 팀이 아브하노 & 자도 & 게도 팀을 꺾음
- 쥬신 썬더 라이거 & 타쿠마 사노 팀이 와타루 이노우에 & 코지 카네모토 팀을 꺾음
- 모터시티 머신건즈가 유지로 & 테츠야 나이토 팀을 꺾고 새로운 IWGP 주니어 헤비급 태그팀 챔피언에 등극함
- 타이거 마스크가 로우키를 꺾고 IWGP 주니어 헤비급 타이틀 전에서 승리함
- 리키 쵸슈 & 마사히로 코노 & 커트 앵글 & 캐빈 내쉬 팀이 자이언트 버나드 & 타카시 이즈카 & 토모히로 이시 & 칼 앤더슨 팀을 꺾음
- 유지 나가타가 마사토 타나가를 꺾고 제로원 월드 헤비급 타이틀 방어에 성공함
- 준 아키야마가 마나부 나카니시를 꺾음
- 팀 3D가 토기 마카베 & 토류 아노 팀과의 하드코어 매치에서 승리하고 새로운 IWGP 태그팀 챔피언에 등극함
- 신스케 나카무라 & 히루키 고토 팀이 미츠하루 미사와 & 타카시 스기우라 팀을 꺾음
- 히로시 타나하시가 케이지 무토와의 IWGP 헤비급 타이틀 전에서 승리함

### 2010년
- 슈퍼 스트롱 머신 & 와타루 이노우에 & 미츠하이드 히라사와 팀이 쥬신 썬더 라이거 & 코지 카네모토 & 카즈치카 오카다 팀을 꺾음
- 류스케 타구치 & 프린스 데빗 팀이 울티모 게레로 & 아베흐노 팀을 꺾고 IWGP 주니어 헤비급 태그팀 타이틀 방어에 성공함
- 유지로 & 테츠야 나이토 팀이 팀 3D, 자이언트 버나드 & 칼 앤더슨 팀과의 3자간 하드코어 경기에서 승리하여 새로운 IWGP 태그팀 챔피언에 등극함
- 테리 펑크 & 리키 쵸슈 & 마사히로 코노 & 마나부 나카니시 팀이 압듈라 더 부처 & 토루 야노 & 타카시 이즈카 & 토모히로 이시 팀을 꺾음
- 토기 마카베가 무하마드 욘을 꺾음
- 나오미치 마루푸지가 타이거 마스르클 꺾고 새로운 IWGP 주니어 헤비급 챔피언에 등극함
- 히로시 타나하시가 고 시오자키를 꺾음
- 타카시 스기우라가 히루키 고토를 꺾고 GHC 헤비급 타이틀 방어에 성공함
- 신스케 나카무라가 요시히로 타카야마를 꺾고 IWGP 헤비급 타이틀 방어에 성공함

=== 2011년 ===(TNA마지막출전)
- 다크 매치 1 : 와타루 이노우에 & 토모아키 혼마 & 타마 통가 & 타이거 마스크 팀이 유지로 타카하시 & 토모히로 이시이 & 자도 & 게도 팀을 꺾음
- 다크 매치 2 : 코지 카네모토 & 류스케 타구치 팀이 캐니 오메가 & 타이치 팀을 꺾음
- 자이언트 버나드 & 칼 앤더슨 팀이 비어 머니 Inc., 마나부 나카니시 & 스트롱 맨 팀과의 3자간 경기에서 승리하고 IWGP 태그팀 타이틀 방어에 성공함
- 라 솜브라 & 마스카라 도라다 팀이 쥬신 썬더 라이거 & 헥토르 가르자 팀을 꺾음
- 히로요시 텐잔이 타카시 이즈카를 꺾음
- 랍 밴댐이 토루 야노를 꺾음
- 유지 나가타가 미노루 스즈키를 꺾음
- 프린스 데빗이 코타 이부시를 꺾고 IWGP 주니어 헤비급 타이틀 방어에 성공함
- 스기우라 타카시 & 타카야마 요시히로 팀이 고토 히로키& 오카다 카즈치카 팀을 꺾음
- 제프 하디가 테츠야 나이토와를 꺾고 TNA 월드 헤비급 타이틀 방어에 성공함
- 신스케 나카무라가 고 시오자키를 꺾음
- 토키 마카베가 마사토 타나카를 꺾음
- 히로시 타나하시가 사토시 코지마를 꺾고 새로운 IWGP 헤비급 챔피언에 등극함